# ويليام سنيدون
ويليام سنيدون (بالإنجليزية: William Sneddon)‏ هو لاعب دوري الرغبي أسترالي، ولد في 10 أغسطس 1926 في سيسنوك في أستراليا، وتوفي في 15 فبراير 2018 في Wauchope, New South Wales ‏ في أستراليا.